# Miloš Brajović
Miloš Brajović (Милош Брајовић; sinh ngày 2 tháng 8 năm 1996) là một hậu vệ bóng đá Serbia thi đấu cho Proleter Novi Sad.

## Sự nghiệp câu lạc bộ

### Sao Đỏ Beograd
Anh ra mắt chuyên nghiệp cho Sao Đỏ Beograd ngày 26 tháng 5 năm 2013, trong trận đấu tại Serbian SuperLiga với Vojvodina.